# Martin Lagerberg
Martin Lagerberg es un deportista sueco que compitió en taekwondo. Ganó una medalla de plata en el Campeonato Europeo de Taekwondo de 2000 en la categoría de –67 kg.

## Palmarés internacional
| Campeonato Europeo | Campeonato Europeo | Campeonato Europeo | Campeonato Europeo |
| Año                | Lugar              | Medalla            | Categoría          |
| ------------------ | ------------------ | ------------------ | ------------------ |
| 2000               | Patras (Grecia)    | Medalla de plata   | –67 kg             |